# Божидар Калмета
Божидар Калмета (хорв. Božidar Kalmeta; нар. 15 січня 1958) — хорватський політик.
У 1982 році закінчив факультет агрономії Загребського університету.
З 1982 по 1993 він працював у своєму рідному місті Задар менеджером перегінної компанії Maraska (яка виробляє всесвітньо відомий лікер Мараскіно).
У 1989 році він приєднався до Хорватської демократичної співдружності (ХДС), а у 1993 Калмета був обраний до Задарської міської ради. У 1994 році він став заступником мера, а з 1994 по 2003 працював мером міста.
З 1995 по 2003 він був також депутатом Сабору. З 2003 по 2011 входив до уряду Хорватії як міністр моря, транспорту та інфраструктури під керівництвом Іво Санадера і Ядранки Косор.
Одружений, має трьох дітей. Володіє англійською та італійською мовами.